# فیلیپ آدامسکی
فیلیپ آدامسکی (آلمانی: Filip Adamski؛ زادهٔ ۵ ژانویهٔ ۱۹۸۳) قایقران روئینگ اهل آلمان است.
وی همچنین برندهٔ جوایزی همچون برگ بوی نقره‌ای شده‌است.